# 민주주의의 조병창

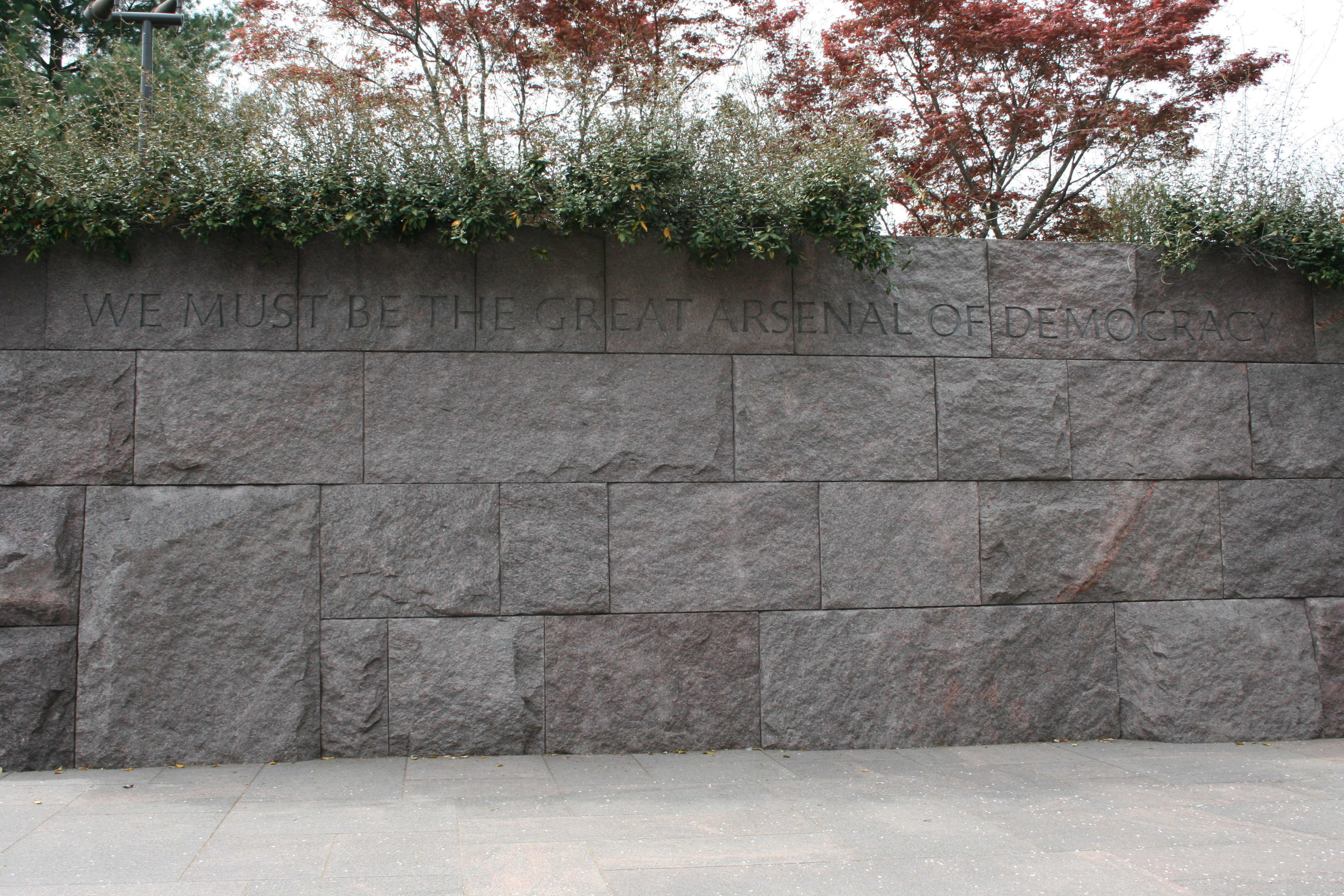
프랭클린 D. 루스벨트의 노변담화에서 처음 사용된 "민주주의의 조병창"이라는 단어가 프랭클린 델러노 루스벨트 기념관의 돌에 새겨져 있다.

"민주주의의 조병창"(영어: Arsenal of Democracy)은 미국이 제2차 세계 대전에 참전하기 거의 1년 전인 1940년 12월 29일에 국가 안보에 대한 위협을 주제로 한 라디오 방송에서 프랭클린 D. 루스벨트 대통령이 사용한 핵심적인 단어이다. 루스벨트는 미국이 실제 전투에 참여하지 않는 동안 영국에게 군수품을 판매하여 나치 독일과 싸울 수 있도록 돕겠다고 약속했다. 그는 1941년 12월 7일 진주만 공격이 있기 1년 전, 즉 독일이 유럽 대부분을 점령하고 영국을 위협하던 당시에 이러한 단어를 사용했다.
나치 독일은 파시스트 이탈리아, 일본 제국과 추축국 동맹을 맺었다. 당시 독일과 소련은 몰로토프-리벤트로프 조약에 따라 불가침 조약을 체결하고 1939년 폴란드 침공을 공동으로 수행했다. 이 조약은 나치 독일의 1941년 바르바로사 작전 이전까지 유효했다.
루스벨트의 연설은 나치 독일과 일본 제국에 맞서는 유럽의 연합군과 중화민국을 지원하기 위한 것이었다. "민주주의의 조병창"은 특히 연합군의 전쟁 노력을 위한 원자재의 주요 공급원인 미국의 산업을 지칭하는 단어가 되었다.
"민주주의의 조병창"은 연합국을 지원하려는 미국 산업계의 집단적인 노력을 뜻하며, 이러한 노력은 미국 산업의 중심지 디트로이트, 클리브랜드, 필라델피아, 버펄로, 시카고, 뉴욕, 피츠버그 등에서 특히 집중되었다.

## 같이 보기
- 대리전